# Alianza Madre Armenia
La Alianza Madre Armenia (armenio: Մայր Հայաստան դաշինք
, romanizado: Mayr Hayastan dashink’) es un partido político armenio de derecha. Tiene tendencia al nacionalismo armenio, y fue calificado de «prorruso».

## Historia
La Alianza Madre Armenia se estableció el 9 de agosto de 2023 durante un congreso fundacional celebrado en Ereván. El presidente del partido, Andranik Tevanyan, fue diputado no partidista relacionado con la Alianza Armenia en la Asamblea Nacional. Tevanyan abandonó la Alianza Armenia y renunció a su cargo en la Asamblea Nacional para poder presentarse a las elecciones del Ayuntamiento de Ereván de 2023. Posteriormente, el Partido del País Albaricoque y el Partido Armenia Intelectual se unieron a la Alianza Madre Armenia, al igual que un miembro de la Unión Democrática Nacional.
Como respuesta a la formación de la alianza Madre Armenia, la Alianza Armenia se abstuvo de presentar candidatos y, junto con el expresidente Robert Kocharyan y la Federación Revolucionaria Armenia, respaldó la Alianza Madre Armenia.
El partido participó en las elecciones del Ayuntamiento de Ereván de 2023 y nominó a Andranik Tevanyan como su candidato a alcalde de Ereván. Tras las elecciones, el partido obtuvo 12 escaños en el Ayuntamiento de Ereván, obteniendo el 15,43% de los votos.
El 19 de septiembre de 2023, Andranik Tevanyan pidió la destitución del primer ministro Nikol Pashinián. Tevanyan fue detenido por la policía el 21 de septiembre de 2023, durante las protestas en Ereván.

## Ideología
El objetivo declarado del partido es "superar los desafíos de seguridad que enfrentan Armenia y Artsaj". La alianza ha llamado a profundizar las relaciones políticas y militares de Armenia con Rusia e Irán, manteniendo al mismo tiempo relaciones cordiales con Occidente. El partido apoya la expansión de la clase media, el aumento del salario mínimo y el mayor desarrollo de la economía de Armenia.